# Fryga
Fryga – zabawka dziecięca, rodzaj bąka na sznurku, dawniej nazywana cygą. Od tradycyjnego bąka różni się sposobem wprawiania w ruch obrotowy. Fryga ma rączkę do trzymania do której przymocowany jest element wirujący (bąk). Jest wprawiana w ruch obrotowy za pomocą sznurka nawiniętego na wystający element w kształcie cienkiego i wydłużonego walca.